# Ivan Kolář
Ivan Kolář (ur. 22 maja 1936 w Brnie, zm. 15 grudnia 2020) – czeski matematyk, profesor na Uniwersytecie Masaryka w Brnie. Zajmował się geometrią, topologią oraz analizą globalną.

## Życiorys
W latach 1969–1991 pracował w brneńskim oddziale Instytutu Matematyki Czechosłowackiej Akademii Nauk. Od 1991 profesor na Uniwersytecie Masaryka w Brnie. Autor monografii Natural operations in differential geometry napisanej wspólnie z Peterem Michorem i Janem Slovákiem, tłumaczonej także na rosyjski.
W 1980 zainicjował trwającą do dziś serię konferencji Differential Geometry and its Applications.